# Alan Williams (basket-ball)
Pour les articles homonymes, voir Alan Williams et Williams.
Alan Travis Williams, né le 28 janvier 1993 à Phoenix, Arizona, est un joueur américain de basket-ball. Il évolue aux postes d'ailier fort et de pivot.

## Biographie

### Carrière universitaire
Il passe ses quatre années universitaires, entre 2011 et 2015, à l'université de Californie à Santa Barbara où il joue pour les Gauchos.

### Carrière professionnelle
Le 25 juin 2015, lors de la draft 2015 de la NBA, automatiquement éligible, il n'est pas sélectionné. Il participe à la NBA Summer League 2015 d'Orlando avec les Hornets de Charlotte (trois matches) et à celle de Las Vegas avec les Rockets de Houston (quatre matches). Avec les Rockets à Las Vegas, il a des moyennes de 20,50 points, 11,75 rebonds, 2,00 passes décisives et 1,00 interception en 27,8 minutes par match. Il est nommé dans la All-NBA Summer League Second Team.
Le 25 juillet 2015, Williams fait ses débuts professionnels en Chine, où il signe un contrat d'un an chez les Qingdao Eagles de Qingdao dans la Chinese Basketball Association. Durant la saison 2015-2016, il dispute 35 des 38 matches de l'équipe mais les Eagles manque les playoffs avec un bilan de 16 victoires et 22 défaites. Après 35 matches, il a des moyennes de 20,8 points, 15,4 rebonds (la meilleure moyenne de la ligue), 2,1 passes décisives, 1,3 interception et 1,6 contre par match.
Le 8 mars 2016, il signe un contrat de dix jours avec les Suns de Phoenix en NBA. Il fait ses débuts en NBA le 17 mars lors de la défaite 103 à 69 chez le Jazz de l'Utah où il marque un point et intercepte un ballon en deux minutes de jeu. Le lendemain, il signe un contrat de plusieurs années avec les Suns, garanti jusqu'à la fin de la saison 2015-2016,. Le 9 avril, il établit son record en carrière de rebonds sur un match avec sept prises lors de la victoire 121 à 100 contre les Pelicans de La Nouvelle-Orléans. Lors du dernier match de la saison des Suns, le 13 avril, Williams réalise son premier double-double en NBA en battant ses records de points avec 14 et des rebonds avec 12, auxquels il ajoute trois contres lors de la victoire 114 à 105 contre les Clippers de Los Angeles.
En juillet 2016, il participe à la NBA Summer League 2016 de Las Vegas avec les Suns de Phoenix. En six matches, il a des moyennes de 11,83 points, 11,17 rebonds, 1,17 passe décisive et 1,17 interception en 25,8 minutes par match. Il est le seul joueur du tournoi à terminer avec un double-double de moyenne. Il est nommé dans la All-NBA Summer League First Team.
Le 1er septembre 2016, son contrat avec les Suns est totalement garanti pour la saison 2016-2017, il gagne 874 636 $ sur la saison.
Le 28 juillet 2019, il signe un contrat avec le club russe du Lokomotiv Kouban.

## Statistiques

### Universitaires
Les statistiques en matchs universitaires d'Alan Williams sont les suivantes :
| Saison    | Équipe           | Matchs | Titul. | Min./m | % Tir | % 3pts | % LF | Rbds/m. | Pass/m. | Int/m. | Ctr/m. | Pts/m. |
| --------- | ---------------- | ------ | ------ | ------ | ----- | ------ | ---- | ------- | ------- | ------ | ------ | ------ |
| 2011-2012 | UC Santa Barbara | 30     | 15     | 17,1   | 51,0  | 0,0    | 59,5 | 6,50    | 0,50    | 0,50   | 1,27   | 6,93   |
| 2012-2013 | UC Santa Barbara | 28     | 28     | 28,3   | 46,9  | 0,0    | 72,4 | 10,71   | 0,86    | 1,04   | 2,29   | 17,11  |
| 2013-2014 | UC Santa Barbara | 29     | 28     | 30,1   | 53,2  | 0,0    | 68,5 | 11,17   | 1,14    | 1,14   | 2,28   | 20,55  |
| 2014-2015 | UC Santa Barbara | 26     | 26     | 32,6   | 45,8  | 0,0    | 76,8 | 11,85   | 1,73    | 1,19   | 1,81   | 17,27  |
| Total     |                  | 113    | 97     | 26,8   | 49,2  | 0,0    | 70,6 | 9,97    | 1,04    | 0,96   | 1,90   | 15,33  |

### Professionnels
| Saison    | Équipe  | Matchs | Titul. | Min./m | % Tir | % 3pts | % LF | Rbds/m. | Pass/m. | Int/m. | Ctr/m. | Pts/m. |
| --------- | ------- | ------ | ------ | ------ | ----- | ------ | ---- | ------- | ------- | ------ | ------ | ------ |
| 2015-2016 | Phoenix | 10     | 0      | 6,8    | 41,7  | 0,0    | 64,3 | 3,80    | 0,50    | 0,40   | 0,50   | 2,90   |
| 2016-2017 | Phoenix | 12     | 0      | 8,5    | 56,2  | 0,0    | 43,8 | 4,00    | 0,08    | 0,42   | 0,58   | 3,58   |
| Total     |         | 22     | 0      | 7,7    | 50,0  | 0,0    | 53,3 | 3,91    | 0,27    | 0,41   | 0,55   | 3,27   |

Mise à jour le 24 décembre 2016

## Records en NBA
Les records personnels d'Alan Williams, officiellement recensés par la NBA sont les suivants :
| Type de statistique        | Saison régulière | Saison régulière                                          | Saison régulière            |
| Type de statistique        | Record           | Adversaire                                                | Date                        |
| -------------------------- | ---------------- | --------------------------------------------------------- | --------------------------- |
| Points                     | 14               | Clippers de Los Angeles                                   | 13 avril 2016               |
| Paniers marqués            | 5                | Clippers de Los Angeles                                   | 13 avril 2016               |
| Paniers tentés             | 9                | Clippers de Los Angeles                                   | 13 avril 2016               |
| Paniers à 3 points réussis |                  |                                                           |                             |
| Paniers à 3 points tentés  |                  |                                                           |                             |
| Lancers francs réussis     | 4                | Clippers de Los Angeles                                   | 13 avril 2016               |
| Lancers francs tentés      | 5                | Clippers de Los Angeles                                   | 13 avril 2016               |
| Rebonds offensifs          | 3                | Kings de Sacramento Clippers de Los Angeles               | 11 avril 2016 13 avril 2016 |
| Rebonds défensifs          | 9                | Clippers de Los Angeles                                   | 13 avril 2016               |
| Rebonds totaux             | 12               | Clippers de Los Angeles                                   | 13 avril 2016               |
| Passes décisives           | 2                | @ Pelicans de La Nouvelle-Orléans Clippers de Los Angeles | 9 avril 2016 13 avril 2016  |
| Interceptions              | 1                | 4 fois                                                    |                             |
| Contres                    | 3                | Clippers de Los Angeles                                   | 13 avril 2016               |
| Balles perdues             | 2                | @ Timberwolves du Minnesota Clippers de Los Angeles       | 28 mars 2016 13 avril 2016  |
| Minutes jouées             | 22               | Clippers de Los Angeles                                   | 13 avril 2016               |

- Double-double : 1 (au terme de la saison NBA 2015-2016).
- Triple-double : aucun.

## Palmarès
- meilleur rebondeur de la CBA (2016)
- 2× meilleur rebondeur de la NCAA (2014, 2015)
- Joueur de l'année de la Big West Conference (2014)
- 3× First-team All-Big West (2013–2015)

## Salaires
| Année       | Équipe          | Salaire   |
| ----------- | --------------- | --------- |
| 2015-2016   | Suns de Phoenix | 114 285 $ |
| Total Gains |                 | 114 285 $ |
| 2016-2017   | Suns de Phoenix | 874 636 $ |